# 三王群岛
三王群岛 (英語：Three Kings Islands，毛利語： 或 )，是新西兰的一个群岛，由13个岛屿组成，位于北岛西北端雷恩加角西北方，滨临南太平洋与塔斯曼海。三王群岛总面积4.86 平方公里。三王群岛位于一座海下高地上，被一道8公里长，200到300公尺宽的海沟与新西兰本土分开。三王群岛不属于新西兰16个大区，而是归属于域外领地。

## 历史

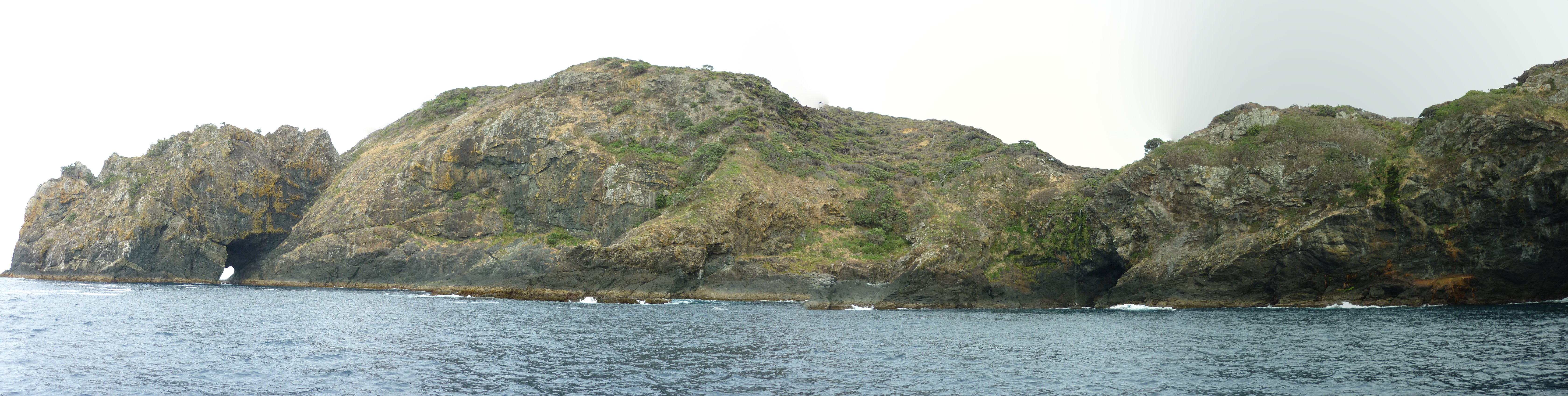
瀑布、塔斯曼湾、大岛的西南岸

荷兰探險家阿贝尔·塔斯曼在成为第一名看到新西兰的欧洲人三星期后于1643年1月6日定名了三王群岛。塔斯曼当时在群岛边上下锚寻找淡水。当时正好是主显节前夕，是《圣经》传说里三名智者（或稱国王）朝見耶穌誕生的那一天，因此塔斯曼把这座群岛命名为三王群岛。塔斯曼还以当时荷兰东印度的总督安东尼·范·迪门的夫人命名了一个很显著的海角，玛丽亚·范·迪门角。这是新西兰唯二由阿贝尔·塔斯曼遗留下来的名称。塔斯曼发现岛上有毛利人居住。但是从1840年开始岛上没有居民。估计岛上的毛利人居民数从未超过100人。

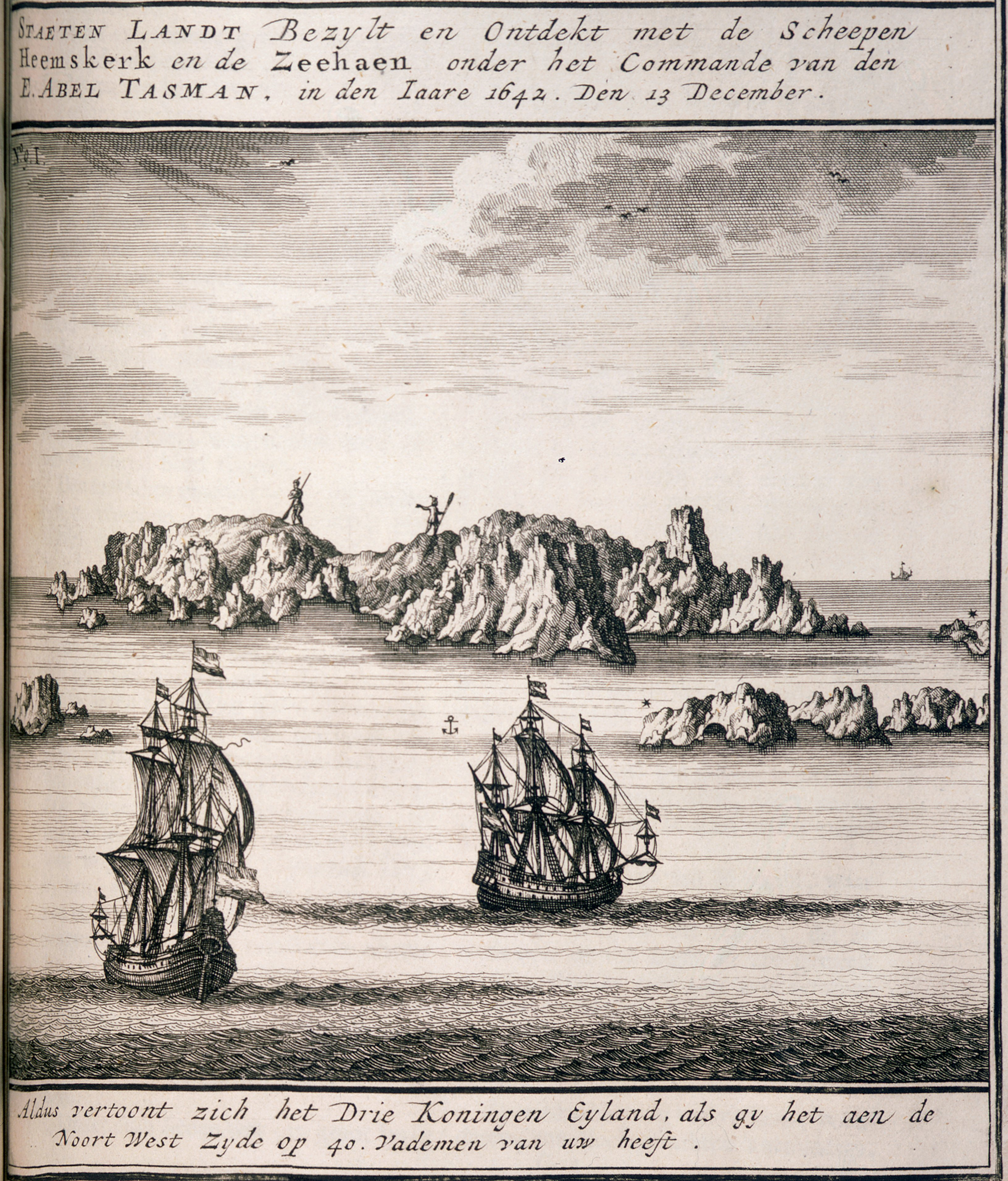
塔斯曼的一名船员伊萨克·吉尔斯曼绘制的从西北看群岛的图

1945年贝里斯在三王群岛上发现了岛上仅有的唯一的一株树，这种树被命名为Pennantia baylisiana，它被認為是为世界上最稀有與最受威胁的树种。新西兰采取特别谨慎的措施来确保该物种的繁衍。1995年三王群岛被定为野生保护区。其它岛上特有的植物包括Tecomanthe speciosa和Elingamita johnsonii。

## 地理

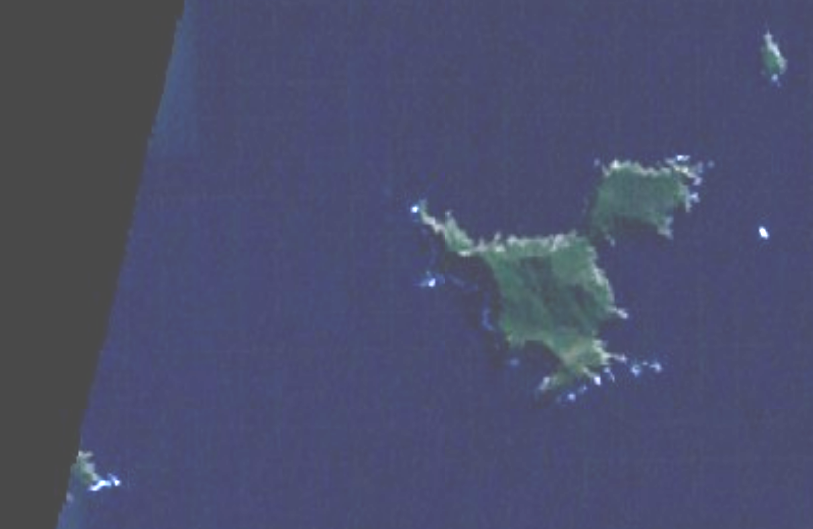
三王群岛的卫星照片

三王群岛的四个无人居住的主岛分两个小群，此外它还有一些更小的礁石，所有这些岛屿都位于一个暗滩上。暗灘周围的水非常深。岛屿没有沙滩。周围的海水非常清澈，有大量鱼群，吸引许多潜水者。海底还有一艘1902年11月9日沈沒的船。

### 王亚群

#### 大岛
大岛（或稱王岛）面积4.04平方公里，是三王群岛中最大的岛。它的东北部有一个约面积1平方公里的半岛，这个半岛与主岛之间只有一条200公尺宽，80多公尺高的地峡相连。它们组成西北湾和东南湾。岛的最高处高295公尺，位于岛的西部。半岛的最高处是它西部的悬崖，高184公尺。

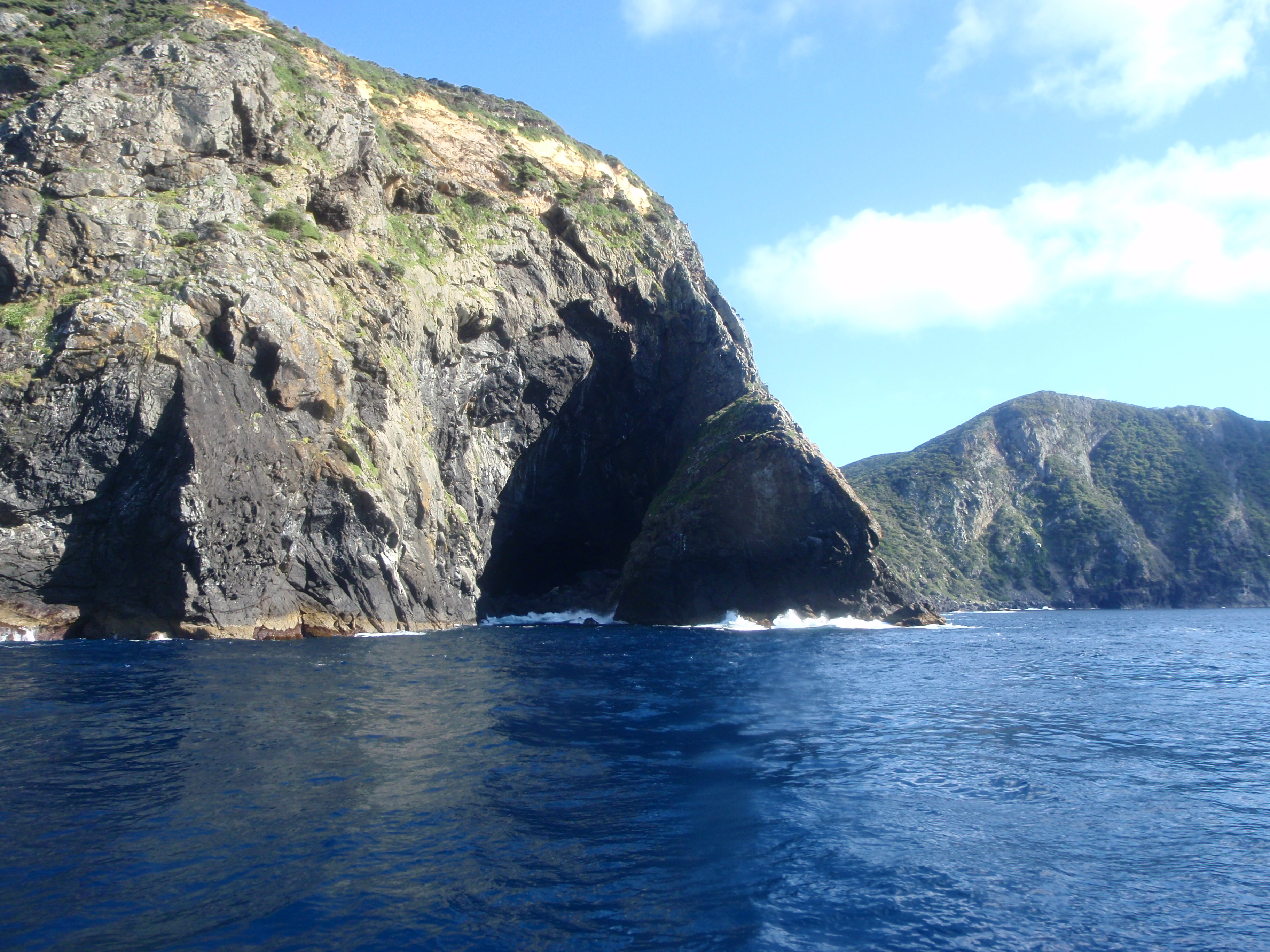
向北看大岛，右侧是东南湾

#### 东北岛
东北岛位于大岛东北约1公里处，面积0.10平方公里，最高点高111公尺。

#### 农夫礁
农夫礁位于大岛东800公尺处，高5公尺，面積仅数百平方公尺。

### 西南亚群

#### 西南岛
西南岛位于大岛西南约4.5公里处，面积0.38平方公里，是三王群岛里第二大的岛，高207公尺。

#### 王子群岛
王子群岛由七座小岛和众多礁石组成，总面积共月0.2平方公里。这些小岛从西南岛以西600公尺开始沿东西方向延申共约1.8公里。东北部的小岛最高，达106公尺，最小的小岛是罗斯玛丽礁。

#### 西岛

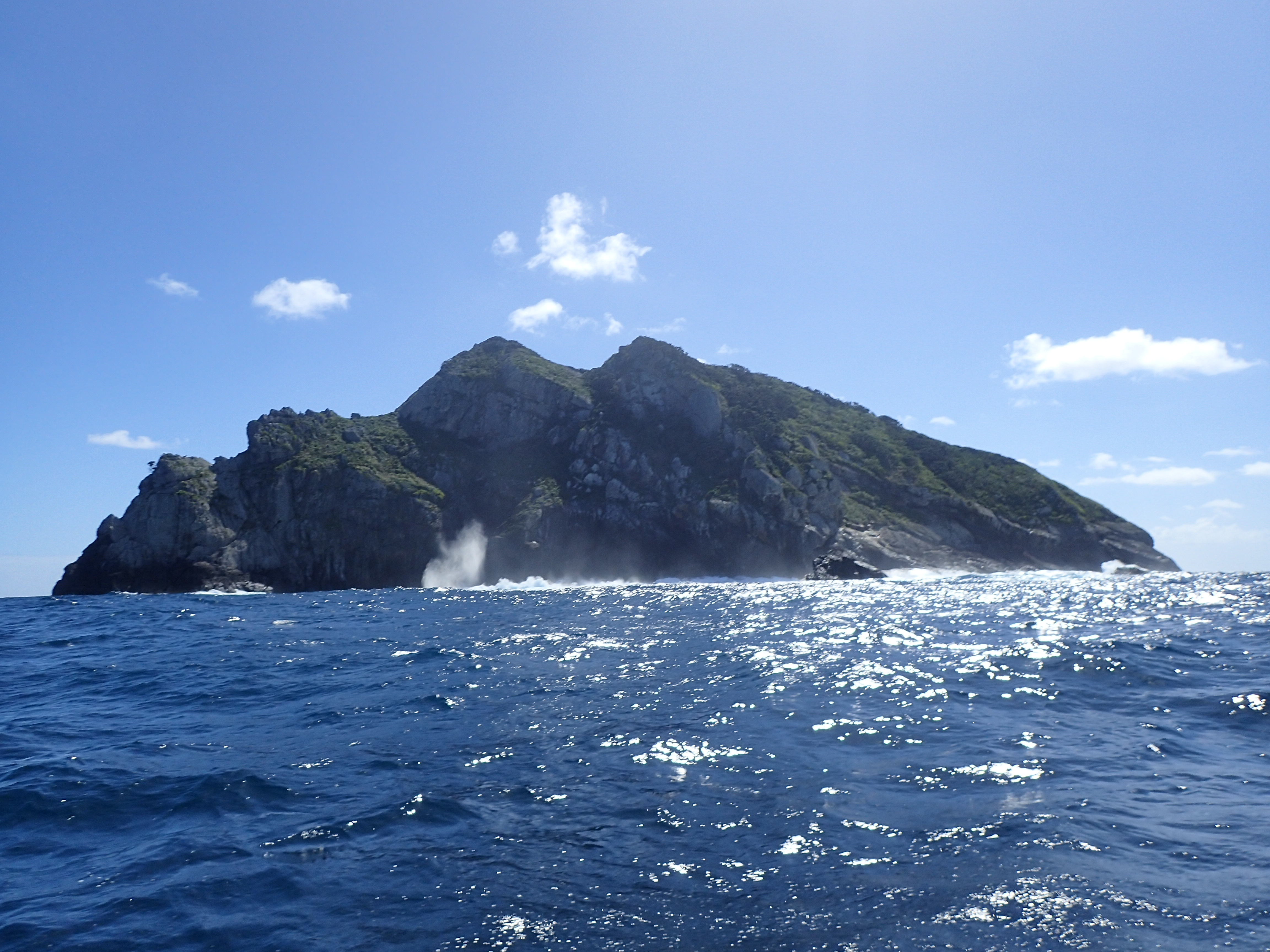
从西面看西岛

西岛位于王子群岛最西部的小岛的西南边500公尺处，面积0.16平方公里，高177公尺。在毛利人的传说中它占有非常重要的地位。毛利人相信他们死后会回到他们的太平洋里的阴间。在新西兰主岛的雷恩加角上有一株畸形的新西兰圣诞树，传说这颗树有800多年老了。传说死人的灵魂会到这颗树来，然后沿着它的树根沉到海底，但是在回到阴间之前他们会在西岛最后一次冒出来向新西兰道别。